# Кожухаров, Илия
Илия Кожухаров (болг. Илия Иванов Кожухаров; 13 ноября 1893, Габрово — 12 июня 1994, София) — болгарский государственный деятель.
Сын священника. Окончил в 1915 году юридический факультет Софийского университета, затем участвовал солдатом в Первой мировой войне. В 1919—1922 гг. работал судьёй в Берковице и Велико-Тырново. В 1923 году как представитель Демократической партии был избран в городской совет города Габрово и до 1932 г., а затем вновь в 1934—1935 гг. занимал должность его мэра (кмета).
В 1935—1938 гг. первый секретарь Министерства внутренних дел и здравоохранения. С января по ноябрь 1938 года министр юстиции Болгарии, затем с ноября 1938 г. до октября 1939 г. министр торговли, промышленности и труда.
В 1939—1948 гг. работал в Софии адвокатом. В 1949 году выслан в город Левски, в 1951—1954 находился в заключении в концентрационном лагере Белене. После освобождения в 1956—1965 гг. управлял гостиницей Болгарской православной церкви в городе Момин-Проход.
В 1993 году Кожухарову было присвоено звание Почётного гражданина Габрова.